# 달빛낙원
《박정아의 달빛낙원》은 대한민국 MBC 표준FM의 심야 라디오 프로그램이다.
심심타파의 후속작으로, 매일 밤 12시 5분부터 2시까지 방송된다. (단, 주말의 경우는 12시 정각에 시작된다)
'달빛낙원'이라는 프로그램 네이밍을 DJ인 박정아 본인이 직접 했다고 하여 방송 전부터 화제를 모았었다.
2015년 가을개편으로 신설되었으며, 심심타파와 비슷한 성격으로 동시간대 MBC FM4U에서 방송되는 푸른밤, 종현입니다와는 달리 시끌벅적한 분위기를 보여준다.
2017년 3월 27일 오전 2시 00분을 끝으로 DJ의 하차와 방송종료 및 2년만에 폐지됐다.
후속작으로 새벽 2시부터 3시까지 방송한 '잠 못 드는 이유 강다솜입니다'가 시간대 변경으로 진행된다.

## 진행자
- 초대 박정아 : 2015.11.16. ~ 2017.03.27

## 코너

### 매일 코너
- 사연과 신청곡
- 정아가 고른 오늘의 사연
- 고양이가 물어온 생선[2]

### 요일 코너
- 월요일 - 산으로 간 문자쇼, 댄스신고식, 달빛기사식당

```
-산으로 간 문자쇼: 주제를 정하고, 주제에 맞는 사연을 받는 코너. 채택되면 떡볶이 뷔페 이용권을 보내준다.
-달빛기사식당: 리포터가 이곳 저곳 돌면서 기사님들 인터뷰와 신청곡을 따온 후 기사님들께 맥모닝 교환권과 홍삼드링크를 보내드리는 코너
```

- 화요일 -

```
-
```

- 수요일 -

```
- 
```

- 목요일 -

```
- 
```

- 금요일 -

```
-
```

- 토요일 -

```
-
```

- 일요일 -

```
-
```

### 종영 코너
- 달에서 온 전화: 2015/11/17 ~ 2016/05/28
- 라디오가가: 2016/09/26 ~ 2016/10/10
- 낙원상가 with 김호영: 2015/11/17 ~ 2016/05/24
- My style: 2015/11/18 ~ 2016/01/27
- 라디오 앤 더 시티: 2015/11/19 ~ 2016/09/25

```
 - 잠 못드는 이 도시의 청취자들의 사연을 소개하는 코너.
  초대게스트들이 나오게 될 경우 라디오 앤 더 시티라는 이름으로 라이브와 청취자의 사연 소개를 하며, 게스트와 많은 이야기를 나눈다.
  개편을 통해 'My style', '월요일이라고 전해라', '달에서 온 전화'를 사실상 통합해버린 달빛낙원의 베스트 셀러같은 효자코너.
  가을개편을 통해 장수코너마저 사라졌다.
```

- Live 달금(달목): 2015/11/20 ~ 2016/05/27
- 달 레코드; 2015/11/22 ~ 2016/05/29
- 월요일이라고 전해라: 2015/11/23 ~ 2016/01/25
- 보통남자 ABC with 유재환, 배순탁: 2015/11/21 ~ 2016/01/30
- 빌리코드 with 빌리어코스티: 2016/02/03 ~ 2016/05/25
- 보통여자 ABC with 이세영, 다나: 2016/02/20 ~ 2016/05/28
- 달 캠프 with 디셈버, 장우람: 2016/02/15 ~ 2016/03/28
- 대화드라마 눈먼자들의 도시 with 김호영, 다나, 이세영: 2016/05/31 ~ 2016/06/28
- 시대정신 칵스 with The Koxx: 2016/06/01 ~ 2016/09/21

```
- The Koxx의 멤버 2명과 함께 한가지 주제를 정해 이야기 하는 코너.
  사연을 보낼 때 시대에 따른 공감을 위하여 'XX년생'이라고  덧붙여 사연을 보내야 한다.
  이현송과 나머지 멤버중 1인이 로테이션으로 출연했는데 한번도 다 같이 출연한적은 없었다.
  스페셜DJ 윤하가 나왔을 때 완전체로 나온 아이러니한 상황이 나오기도 했다.
```

- 무중력 라이브 with 게스트: 2016/06/02 ~ 2016/09/22

```
- 무중력의 공간에서 느낄 수 있는 자유로움이 가득한 라이브 코너
[
3
]
.
  주로 인디밴드들이 출연을 한다. 대부분의 이름있는 인디밴드는 한번씩 거쳐가는 라이브 코너.
```

- 댄싱 인 더 문라이트 with 정재욱, 박솔(솔루션스): 2016/06/03 ~ 2016/09/23
- 민희시리즈 멜로망스 with 멜로망스: 2016/06/04 ~ 2016/09/24

```
- 로맨스와 관련된 사연소개와 재즈맨
[
4
]
의 선곡이 가득한 코너.
  사연을 보내준 청취자들을 '민희'라는 예명으로 소개해 준다.
```

### 역대 특집
1. 민희 콘서트 멜로망스
2. 2016 화음 공개방송

## 음악

### 로고송[5]
- 여는 곡 :  Music Shower - Dream
- 첫번째 로고송 : 빌리 어코스티 - 달빛낙원 로고송
- 두번째 로고송 :
- 세번째 로고송 : 솔루션스 - Love
- 네번째 로고송 : 멜로망스 - 달빛낙원 로고송
- 닫는 곡 : Music Shower - Soul Nights

### 시그널 뮤직

#### 매일 코너
- 사연 : Benny Goodman - Moonglow[6]
- 고양이가 물어온 생선 :  Various Artists - 바람이 되어(고양이의 보은 ost)

#### 요일별 코너
- 라디오 앤 더 시티 : The Soundtrack Kings - 뷰티 인사이드
- 시대정신 칵스 :  The Koxx - Zeitgeist[7]
- 무중력 라이브 : David Bowie - Starman
- 민희시리즈 멜로망스 : 정동환 - 연주곡
- 댄싱 인 더 문라이트 : Topleader - Dancin' in The Moonlight

## 게스트

### 고정 게스트
- The koxx
- 정재욱
- 박솔(솔루션스)
- 멜로망스

### 하차 게스트
- 유재환
- 배순탁
- 김호영
- 빌리어코스티
- 다나
- 이세영
- 디셈버, 장우람

### 일회성 출연 게스트 / 임시 DJ
- 15/11/18 임시완[8]
- 15/11/18 장희진, 이정신(씨엔블루)
- 15/11/20 빅스
- 15/11/26 김현욱, 김일중
- 15/11/27 좋아서 하는 밴드
- 15/11/28 문현아, 혜미 (나인뮤지스)
- 15/12/02 노을
- 15/12/04 슈가볼
- 15/12/11 이세영[9], 정성호
- 15/12/12 조준호(좋아서 하는 밴드)
- 15/12/16 최백호, 서영은
- 15/12/18 손승연, 박시환
- 15/12/24 문현아(나인뮤지스), 벤, 홍윤화, 안복진, 박준우
- 15/12/25 박주원, 말로, 전제덕
- 15/12/31 하지나[10]
- 16/01/01 장우람, 천단비, 마아성
- 16/01/06 빌리어코스티, 모하
- 16/01/08 디셈버
- 16/01/13 로열 파이럿츠
- 16/01/15 어쿠스틱 콜라보
- 16/01/19 다나[11]
- 16/01/20 정재욱, 박원
- 16/01/22 소찬휘, 스트릿건즈
- 16/01/27 변진섭
- 16/01/28 다나
- 16/01/29 V.O.S
- 16/02/04 유승우
- 16/02/05 여자친구
- 16/02/07 주성철
- 16/02/08 김현철, 벤지
- 16/02/09 김호영, 강태을, 오진영
- 16/02/12 정인, 손승연, 백아연
- 16/02/19 권진원
- 16/02/25 브로콜리 너마저
- 16/03/11 와블, 크나큰
- 16/03/16 SIOEN, 다람
- 16/03/19 B.A.P
- 16/03/25 에릭 남
- 16/04/01 장미여관
- 16/04/07 오마이걸
- 16/04/08 몽키즈
- 16/04/11 RP
- 16/04/12 칵스
- 16/04/13 빌리어코스티
- 16/04/14 솔루션스
- 16/04/15 멜로망스
- 16/04/16 데이식스
- 16/04/22 어쿠스틱콜라보
- 16/05/06 빅스
- 16/05/11 송희란
- 16/05/12 홍대광, 박보람, 샘 김
- 16/05/13 갈릭스
- 16/05/16 엔(빅스)
- 16/05/17 엔(빅스)
- 16/05/18 엔(빅스)
- 16/05/19 강인(슈퍼주니어)
- 16/05/20 강인(슈퍼주니어)
- 16/05/21 장희진, 주윤하
- 16/05/21 장희진
- 16/05/26 러블리즈
- 16/05/27 전기뱀장어
- 16/06/02 잔나비
- 16/06/07 정모, 윤하
- 16/06/09 서인영
- 16/06/16 박선빈
- 16/06/18 백아연
- 16/06/20 와블, 크나큰
- 16/06/23 박재정, 수란, 김보경
- 16/06/25 백아연
- 16/06/30 로맨틱펀치
- 16/07/07 로미오
- 16/07/12 구구단
- 16/07/14 쏜애플
- 16/07/16 주니엘
- 16/07/19 디에이드
- 16/07/21 정재욱, 김현성, 모세
- 16/07/23 안중재, 주니엘
- 16/08/04 아스트로
- 16/08/11 데이브레이크
- 16/08/15 제이민
- 16/08/16 준케이
- 16/08/18 솔루션스
- 16/08/25 잔나비
- 16/08/29 칵스, 쏜애플, 샘 김, 권진아, 김창완밴드[12]
- 16/08/30 공현주
- 16/08/31 공현주
- 16/09/01 공현주
- 16/09/02 공현주
- 16/09/03 공현주
- 16/09/04 공현주
- 16/09/05 윤하[13]
- 16/09/06 윤하
- 16/09/07 윤하
- 16/09/08 윤하
- 16/09/09 윤하
- 16/09/10 윤하, Nell
- 16/09/11 윤하

## 내용

### 역사
- 오랫동안 사용한 심심타파를 대신해 달빛낙원으로 타이틀을 정했는데, 박정아 본인이 직접 만들었다고 밝혔다. 우리말을 사용한 제목을 만들고 싶어했던 속마음을 방송중 공개하기도 했다. 달빛(청취자)들이 잠시 쉬다 갈 낙원이라는 의미가 있다.[14]
- '마이리틀라디오', '라디오 앤 더 시티'와 같은 후보가 있었지만 모두 제목이 되지 못했다. 대신 '마이리틀라디오'는 MBC라디오의 홍보 문구가 되었고, '라디오 앤 더 시티'는 달빛낙원의 코너명이 되었지만 2016년 9월 25일을 마지막으로 폐지되었다.
- 달빛낙원이라는 조금 흔한 제목때문인지 '별'빛낙원, 달'밤', 달빛'정'원등과 같이 바뀐 내용의 사연이 자주온다.
- 심야 시간대라 광고가 많이 붙지 않는 편이다. 그렇지만 첫방송에 비해 광고가 점차 줄어들고 있다. 4개로 시작해서 1개, 그리고 8월 1일자로 드디어 붙지 않게 되었다..... 라디오의 존속을 위해서는 광고가 가장 중요한 편인데 위태위태하다는 지표라고 할 수 있다. 그러나 그것도 잠시 9월 1일부로 광고가 다시 방송되기 시작했다. 10월 1일자로 다시 광고가 사라졌다.
- DJ 박정아에게 경조사가 있었다. 전상우씨와의 결혼이라는 좋은일과 오랜기간 투병하신 어머니께서 작고하셨다. 그래서 약 2주간 스페셜DJ의 방송이 있었다.
- 9월 1일부로 개편을 위해 MBC라디오 인사이동이 있었다. 신성훈PD는 그건 이렇습니다. 이재용입니다로 이동했고 박지윤의 FM데이트를 연출하던 정영선PD[15]가 이동해왔다. 9월 26일에는 손지애 작가와 이고운 작가가 각각 두시의데이트 지석진입니다와 오후의 발견 김현철입니다로 이동했다. 그러면서 정영선PD가 '박지윤의 FM데이트'에서 같이 연출했던 두 작가를 데리고 왔다.

### 특이사항
- 다른 MBC 표준FM의 프로그램의 문자 전송 번호는 #8001번인데 달빛낙원만 #8002번이다. 그 이유는 달빛낙원의 문자만 24시간 관리되기 때문이다. 그 전 프로그램인 심심타파 시절부터 독립적인 번호를 사용했었다.
- 매주 금, 토, 일요일은 녹음방송으로 진행된다.[16]
- DJ로서 가장 중요한 발성이 좋다. 그렇지만 방송 컨셉이 활기찬 방송이라 특유의 비음을 쓰는 경우가 많다 (ex.으므나 세상에, 으므어 즈엉말?)
- 심야 시간대에 걸맞게 야식에 대한 언급이 많다. 신성훈PD가 bgm을 자주 쓰는 편인데 맥주 따르는 소리를 자주 쓸 정도이다.(가끔 소주 따는 소리도 사용)

### 에피소드
- 15/12/25/06:05, 크리스마스 선물로 목도리를 뜨고 있다는 사연을 읽다가 "'눈알'이 빠지는 줄 알았어요."를 읽다가 '눈알'에 꽂혀서 웃음보가 터져버렸다. 웃음이 계속되면서 다음에 읽어야 할 사연 3개를 날려버렸다. 사실 녹음방송이라 편집이 가능했을텐데 제작진이 편집 없이 내보내버렸다. 재밌는 에피소드기도 하지만 박정아 본인에게 있어서 방송사고로 받아 들일 정도로 진행을 할 수 없었다.  '달빛' 박정아 "남극세종기지 전화연결, '북극곰 봤나' 실수"
- 15/12/31/51:28, 청취자들과의 전화통화가 많았던 날. 남극 세종기지 대원과 통화중에 "곰은 많이 보셨나요??" 라고 질문을 해서 대원분을 당혹스럽게 했었다. 남극엔 곰..이 있을 수도 있지만 펭귄을 물어보는게 정상이다. 추후에 기자간담회에서 아찔했었던 순간이라고 소개했었다. '달빛' 박정아 "남극세종기지 전화연결, '북극곰 봤나' 실수"